# Reinhard Greger
Reinhard Greger (* 20. August 1946 in Erlangen) ist ein deutscher Jurist, ehemaliger Hochschullehrer an der Friedrich-Alexander-Universität Erlangen-Nürnberg sowie ehemaliger Richter am Bundesgerichtshof.

## Leben
Greger studierte ab 1966 Rechtswissenschaften an der Universität Erlangen. 1972 schloss er sein Studium mit dem Ersten Juristischen Staatsexamen ab, das Zweite Staatsexamen erfolgte 1975. 1978 promovierte er ebenfalls in Erlangen unter Karl-Heinz Schwab. Nach seiner Promotion war er kurze Zeit als Assistent am Lehrstuhl seines Doktorvaters tätig, wechselte bald aber in die bayerische Justiz, wo er zunächst im Bayerischen Staatsministerium für Justiz, später bei der Staatsanwaltschaft München II und als Richter am Landgericht München I arbeitete. 1980 kehrte er ins Staatsministerium für Justiz zurück, wechselte darauf jedoch abermals an das Landgericht München I, wo er Vorsitzender einer Kammer für Handelssachen und einer Strafkammer wurde.
1993 wurde Greger an den Bundesgerichtshof berufen, wo er Mitglied des dortigen II. Zivilsenats wurde. Seine Stellung als Bundesrichter gab er jedoch bereits drei Jahre später wieder auf und folgte einem Ruf seiner Heimatuniversität. Ab 1996 hatte er in Erlangen den Lehrstuhl für Bürgerliches Recht, Zivilprozessrecht und Freiwillige Gerichtsbarkeit inne, den seinerzeit bereits sein Doktorvater Schwab bekleidet hatte. In Erlangen war Greger 2003 Mitbegründer des Instituts für Anwaltsrecht und Anwaltspraxis. 2007 ging Greger in Altersteilzeit. Sein Nachfolger wurde Jürgen Stamm. Greger ist unter anderem Mitkommentator des praxisrelevanten ZPO-Kommentars Zöller.

## Werke (Auswahl)
- Beweis und Wahrscheinlichkeit. Carl Heymanns Verlag, Köln 1978, ISBN 978-3-452-18486-3. (Dissertation)
- Reinhard Greger und Martin Zwickel: Haftungsrecht des Straßenverkehrs. 5. Auflage. de Gruyter, Berlin 2014, ISBN 978-3-11-030947-8.